# Districtul Tunxi
Districtul Tunxi (în chineză: 屯溪区; pinyin: Túnxī Qū) este districtul⁠(d) central al orașului Huangshan, provincia Anhui, estul Chinei.
Are o populație de 217,637 de locuitori (2010) și o suprafață de 249 km2.
Districtul Tunxi are jurisdicție peste patru subdistricte și cinci orașe.
Cel mai cunoscut loc turistic este Orașul Vechi, deși Tunxi este, de asemenea, aproape de Lanțul Munților Huangshan⁠(d) și de Satul Hongcun⁠(d), ambele fiind locuri din Patrimoniului Mondial.

## Diviziuni administrative
Districtul Tunxi este împărțit în 4 subdistricte și 5 orașe.
Subdistricte
| - Subdistrictul Yudong (昱东街道) - Subdistrictul Yuzhong (昱中街道) | - Subdistrictul Yuxi (昱西街道) - Subdistrictul Laojie (老街街道) |

Orașe
| - Tunguang (屯光镇) - Liyang (黎阳镇) - Yanghu (阳湖镇) | - Yiqi (奕棋镇) - Xintan (新潭镇) |

## Religie
Tunxi (sau Tunki) este sediul prefecturii apostolice latino-catolice (o jurisdicție prediecezană, care nu are dreptul la un episcop titular) din Tunxi/Tunkien (sis) (adjectiv latin), care depinde de Congregația pentru Răspândirea Credinței. A fost înființată pe 22.02.1937 pe un teritoriu separat de Vicariatul Apostolic Wuhu (acum o Eparhie). Nu există statistici disponibile. A fost vacant pe termen nelimitat fără administrator apostolic (posibil inactiv) de la moartea singurului său titular:
- Părintele José Fogued y Gil (扶植義), clareteni (CMF) (născut în Spania) (24.04.1937 – decedat pe 24.01.1954).

## Transport

### Drumuri și drumuri expres
- Drumul expres G56 Hangzhou-Ruili
- Drumul expres Beijing-Taipei G3
- Autostrada Națională China 205⁠(d)

### Feroviar
- Gara de Nord Huangshan pe
  - Calea ferată de mare viteză Hefei-Fuzhou
  - Calea ferată de mare viteză Hangzhou-Nanchang
  - calea ferată de mare viteză Chizhou–Huangshan
- Gara Huangshan⁠(d) pe
  - calea ferată Anhui-Jiangxi⁠(d)

### Aeroport
- Aeroportul Internațional Huangshan Tunxi